# Biuro obsługi klienta
Biuro obsługi klienta (skrót: BOK), centrum obsługi klienta – całość infrastruktury służącej przedsiębiorcom do kontaktu z klientami przy użyciu jednego bądź wielu środków komunikacji, zwłaszcza indywidualnych.